# 워싱턴 어빙
워싱턴 어빙(Washington Irving, 1783년 4월 3일 ~ 1859년 11월 28일)은 미국의 수필가·소설가,전기 작가, 역사가, 외교관이다. 1809년에 쓴 〈뉴욕의 역사〉로 명성을 얻기 시작했으며, 《스케치북》(1819)을 통하여 미국 작가로서는 처음으로 국제적인 명성을 얻었다. 단편집, 전기, 여행기 등을 다작하며 왕성하게 활동했으며, 경묘한 풍자와 유머러스한 필치로 유명하며 로맨틱한 소재를 고집하였다.
아메리카 대륙을 발견한 콜럼버스와 미국 초대 대통령 조지 워싱턴, 무함마드 등 유명인들의 전기를 쓰기도 했다. 그러나 어빙은 역사적 사실과 더불어 허구인 소설적 요소를 혼합하여 전기를 서술하였기에 콜럼버스와 조지 워싱턴에 대한 거짓 신화를 만들어 내기도 했다. 이로인해 대중에게 잘못된 역사상식을 심어주기도 했고 거짓 감동을 불러 일으키기도 했다.

## 생애
부유한 뉴욕 상인의 집안에서 11남매 중 막내로 태어났다. 아버지가 소장한 풍부한 장서를 읽으며 성장했다. 어린시절에는 변호사가 되기를 희망했으나 작가로 전향하였다. 1802년부터 이듬해까지 극평이나 풍자 기사를 신문에 기고하였다. 1807년에는 영국의 《스펙테이터》지를 본떠 잡지 《샐머건디》를 창간하여 매호마다 극평이나 시평을 기고하였다.
1809년 네덜란드령 시대에 대해 쓴 《뉴욕사(史)》를 출간하여, 경묘한 풍자와 유머러스한 필치로 일약 유명해졌다. 1815년에는 어느 상회(商會)의 대리인으로 영국으로 건너갔으나, 얼마 후 문필생활로 돌아와, 1819년부터 다음해에 걸쳐 영국의 전통이나 미국의 전설을 그린 《스케치북》(립 밴 윙클 수록)을 출판, 미국 작가로서는 처음 국제적 명성을 얻었다.
1826년부터 3년 동안 마드리드의 미국공사관에 근무하면서 스페인의 역사와 문화를 연구한후, 콜럼버스에 관한 전기 2권을 썼으며, 각각 1828년과 1831년에 출판하였다. 또한 《무함마드 전기》와 《알함브라 전설 The Alhambra》(1832) 등을 출판하였다. 1832년에 17년 만에 귀국하여 서부를 여행하고 《대초원 여행》(1835) 등을 썼다. 1842년부터 약 4년간 스페인 주재 미국공사로 근무하고, 말년에는 《워싱턴전(傳) George Washington》(5권, 1855∼1859)을 비롯한 전기 등을 집필하였다.

## 유산

### 콜럼버스 신화
1826년, 스페인에 외교관으로 근무하는 동안에 콜럼버스 전기를 썼다. 때마침 스페인은 신대륙 정복역사에 대한 자료를 공개하였기에, 어빙은 스페인 기록 보관소에 있는 방대한 자료들을 분석한후 이를 기초로 하여 글을 쓸수 있었다. 그러나, 그는 자신의 상상력을 동원하여 허위적 사실을 추가하여 콜럼버스를 영웅시하였다. 1828년에 출판한 《콜럼버스의 생애와 항해》에서 그는 중세인들이 지구가 평평하다고 믿었으나 콜럼버스만은 과학적인 인물이었기에 지구가 둥굴다는 사실을 알고 있었다고 기술하였다.
이를 통해 중세인 대부분이 미신적인 사고를 가지고 있었는데, 콜럼버스만 예외적으로 깨어 있는 선구자라는 식의 신화를 만들어냈다. 그리고 콜럼버스는 1차 항해를 통해서 지구구형설을 증명했다고 추겨세웠다. 그러나 이는 사실과 다르다. 이미 고대 그리스 시대부터 유럽인들은 지구가 구형임을 알고 있었다. 또한 중세인들 중에 지식인 계층과 해운업에 종사하는 선원들 사이에는 지구구형설이 상식에 해당하였다.
《콜럼버스의 생애와 항해》는 19세기 말까지 175판이 출판되며 미국과 유럽에서 베스트셀러가 되었다. 그 때문에 콜럼버스만이 중세인들과 달리 과학적 사고를 한 선구자라는 거짓 신화가 널리 퍼지게 되었고, 대중들은 잘못된 역사상식을 오랫동안 사실로 오해하게 되었다. 아무튼 역사적 사실과 픽션에 해당하는 소설적 요소를 혼합한 어빙의 전기 서술방식은 낭만주의 역사라고 불리는 장르로 분류되고 있다.

## 참고 자료
- 이 문서에는 다음커뮤니케이션(현 카카오)에서 GFDL 또는 CC-SA 라이선스로 배포한 글로벌 세계대백과사전의 내용을 기초로 작성된 글이 포함되어 있습니다.